# Araeoncus martinae
Araeoncus martinae är en spindelart som beskrevs av Robert Bosmans 1996. Araeoncus martinae ingår i släktet Araeoncus och familjen täckvävarspindlar. Inga underarter finns listade i Catalogue of Life.